# 納迪爾沙入侵莫臥兒帝國
阿夫沙爾王朝奠基者纳迪爾沙，在1739年入侵印度莫卧兒帝國他的軍隊在卡爾納爾的戰鬥中輕易擊敗了莫臥兒軍隊並最終在戰鬥結束後佔領莫臥兒首都。
纳迪爾沙在東部對抗弱勢和搖搖欲墜的莫臥兒帝國的勝利意味著恢復奧斯曼帝國的戰爭，以及在北高加索和中亞的進一步戰役。

## 入侵
纳迪爾沙於1736年成為波斯統治者。他的軍隊從薩法維王朝奪取了伊斯法罕，並於當年建立了阿夫沙爾王朝。1738年，纳迪爾沙征服坎大哈，這是阿富汗漢達基王朝的最後一個前哨，然後他開始越過興都庫什山脈，進入印度北部。當他進入莫臥兒地區時，他的格魯吉亞從臣和未來的格魯吉亞東部國王埃雷克爾二世忠實地陪伴著，他帶領一支格魯吉亞特遣隊作為軍事指揮官，作為納迪爾部隊的一部分。
在奧朗則布去世後的三十年裡，莫臥兒帝國遭到了連續的毀滅性戰爭的削弱。印度教馬拉塔帝國在印度中部和北部佔領了大片領土，而許多莫臥兒貴族則聲稱他們獨立並建立了小王國。莫臥兒統治者穆罕默德·沙證明無法阻止帝國的解體。朝廷的管理是腐敗和軟弱的，然而，這個國家非常富裕，德里的繁榮和聲望仍然很高。納迪爾被這個國家的財富所吸引，像他之前的許多其他外國入侵者一樣尋求掠奪財富。
納迪爾曾要求穆罕默德·沙關閉喀布爾周圍的莫臥兒邊境，以便他所反對的阿富汗叛亂分子不會在喀布爾尋求庇護。即使皇帝同意，但他幾乎沒有採取任何行動。納迪爾抓住這個作為戰爭的藉口。與他的格魯吉亞從臣一起參加遠征。他擊敗了逃往興都庫什的阿富汗敵人，並在前往旁遮普並佔領拉合爾之前佔領了加茲尼，喀布爾和白沙瓦等主要城市。納迪爾在年底之前前往印度河，因為莫臥兒人集結他的軍隊。
在1739年2月24日的卡爾納爾戰役中，納迪爾帶領他的軍隊戰勝了莫臥兒王朝。穆罕默德·沙投降，兩人一起進入德里。德里守軍投降，他於1739年3月20日進入城市，佔領了紅堡的沙賈汗宮殿。在賈瑪清真寺和其他德里清真寺裡祈禱里提及他，名字被鑄在硬幣。在第二天納迪爾沙阿在首都舉行了一場盛大的杜爾巴。

## 大屠殺
纳迪爾沙軍隊的佔領導致該市物價上漲。城市管理者試圖將價格定在較低水平，部隊被派往德里Paharganj市場執行。然而，當地商人拒絕接受較低的價格，這導致暴力期間一些阿夫沙爾部隊遭到毆打和殺害。
當有傳言說納迪爾被紅堡的一名女警衛暗殺時，一些印度人在3月21日夜間發生的騷亂中襲擊並殺死了3 000名阿夫沙爾軍隊。納迪爾對殺戮事件感到憤怒，他們命令他的士兵執行德里臭名昭著的qatl-e-aam(公眾處決)。
3月22日早晨，沙阿穿著全副武裝，在舊德里月光集市附近的Roshan-ud-dowla的Sunehri清真寺坐了下來。然後他伴隨著鼓聲和喇叭聲的吹拂，將他的戰劍拔出來，盛大地展現了現在的阿夫沙爾部隊的巨大而響亮的讚譽和狂熱的歡呼聲。這是開始猛烈攻擊和大屠殺的信號。幾乎立即全副武裝的沙阿軍隊將他們的劍和槍轉向城裡手無寸鐵的平民。士兵獲得了他們高興的完全許可，並承諾在城市被掠奪時分享戰利，德里地區大批居民包括穆斯林也被殺害。
穆罕默德·沙被迫求饒，經過絕望的懇求，納迪爾心軟畏縮，把劍收回鞘，停止了殺戮。

## 傷亡
據估計，在1739年3月22日的一天中，六個小時的過程中，在城市大屠殺期間，大約有20,000到30,000名印度男女和兒童被沙阿部隊屠殺。確切的傷亡數字是不確定的，因為在大屠殺之後，受害者的屍體被簡單地埋葬在大規模的埋葬坑中或在火葬場中火化，而沒有任何關於火化或埋葬的數字的正確記錄。據荷蘭東印度公司的一位駐德里代表稱，約有10,000名婦女和兒童被捕為奴。

## 掠奪
除了殺戮，納迪爾的軍隊也大肆掠奪。這個城市被掠奪了好幾天，對德里人民徵收了2000萬盧比的巨額罰款。穆罕默德·沙將皇家財政部鑰匙交出，並將孔雀寶座獻給了納迪爾·沙，後來成為波斯皇帝的象徵。 在其他神話般的珠寶寶庫中，納迪爾還獲得了兩粒名為Koh-i-Noor和Darya-i-Noor（分別是“光之山”和“光之海”）鑽石;他們現在分別是英國和伊朗皇冠上的一部分。納迪爾和他的部隊於1739年5月初離開德里，在離開前他已交還印度河以東的土地。

## 事後
從德里掠奪的戰利品非常豐富，以至於納迪爾在返回波斯後停止了徵稅三年。
對印度的勝利使他在1743年至1746年重新向奧斯曼帝國戰爭。